# Oxira diorismena
Oxira diorismena är en fjärilsart som beskrevs av Charles Boursin 1948. Oxira diorismena ingår i släktet Oxira och familjen nattflyn. Inga underarter finns listade i Catalogue of Life.